# Skype
 (mai 2025).
Skype est un logiciel propriétaire de téléphonie sur Internet lancé en 2003, dont la commercialisation a été arrêtée le 5 mai 2025. Il permet aux utilisateurs de passer des appels audio ou vidéo via la technologie VoIP, et intègre des fonctionnalités telles que le partage d’écran. Les appels entre utilisateurs sont gratuits, tandis que ceux vers les lignes fixes ou mobiles sont payants. 
Accessible sur ordinateur, tablette et smartphone, le logiciel propose également des fonctionnalités de messagerie instantanée, transfert de fichiers et visioconférence. Skype a longtemps été l’un des logiciels de communication les plus utilisés, avant de voir sa base d'utilisateurs diminuer face à des concurrents tels que Microsoft Teams, Zoom, Google Meet ou Discord. Ce recul a conduit à l’arrêt progressif du service.

## Histoire

### 2003: fondation et fonctionnement avant rachat
Skype a été fondé en 2003 au Luxembourg par le Suédois Niklas Zennström et le Danois Janus Friis. Il a été développé par les programmeurs estoniens Ahti Heinla, Priit Kasesalu et Jaan Tallinn, déjà à l’origine du logiciel KaZaA. Un des noms initiaux du projet était Sky peer-to-peer, abrégé en « Skyper ». Comme certains noms de domaine étaient déjà associés à la technologie allemande du même nom « Skyper », les fondateurs ont finalement décidé d'abandonner le R final.
La technologie de Skype a été développée en Estonie (pays d’origine des trois premiers développeurs du logiciel), plus précisément dans la capitale Tallinn, où Skype possédait des bureaux. Le nombre important d’Estoniens impliqués dans le projet a fait de Skype la fierté de ce pays qui tentait depuis le milieu des années 1990 de devenir un spécialiste mondial de l’économie numérique.
Très innovant à l'époque de création, on peut noter qu'avec l’accroissement du nombre de FAI français proposant le téléphone gratuit et illimité vers de nombreuses destinations, l’offre téléphonique de Skype a rapidement perdu en intérêt en France[réf. nécessaire].

### 2005: rachat par eBay
En 2005, eBay acquiert Skype pour un montant de 2,6 milliards USD, mais revend 65 % des parts du logiciel en septembre 2009 à un consortium américain, pour 1,9 milliard USD.
Depuis 2007, le logiciel propose des services payants permettant d'ajouter des fonctionnalités. SkypeIn permet d’être appelé depuis n’importe quel téléphone fixe ou mobile sans passer par le logiciel à condition que le téléphone soit dans un des 25 pays desservis. Par ailleurs, certains abonnements permettent de téléphoner depuis son ordinateur vers un téléphone fixe ou mobile, pour un prix compétitif. Si une connexion internet est exploitable, Skype peut se substituer, dans presque toutes les situations, au téléphone fixe ou mobile.

### 2011: rachat par Microsoft
Le 10 mai 2011, Microsoft annonce le rachat de Skype pour 8,5 milliards USD en numéraire, dette incluse,. 
Le 22 août 2011, Skype annonce le rachat de la société américaine GroupMe, spécialisée dans les solutions de communications entre groupes privés sur mobiles.
Le 14 octobre 2011, l'achat de Skype par Microsoft est finalisé au prix annoncé en mai. La société annonce avoir créé une nouvelle division dirigée par Tony Bates, l'ancien PDG de Skype.
Lors d'une conférence début 2012, consacrée à internet, Xavier Niel annonce qu'il n'y a plus aucune restriction concernant la voix sur IP sur les forfaits de Free mobile et que tous les usages seront autorisés. Les opérateurs commencent à être un peu plus nombreux à autoriser la VoIP, même si l'opérateur historique Orange le propose sur demande.
Avec le rachat par Microsoft et sa volonté de monétiser son trafic, on apprend le 14 juin 2012 qu'il y aura dorénavant des publicités ciblées utilisant des informations échangées au cours de conversations.

### 2012: intégration de Windows Live Messenger
Le 6 novembre 2012, Microsoft annonce que les utilisateurs de Windows Live Messenger seront prochainement intégrés dans Skype. Windows Live Messenger sera désactivé au cours du premier trimestre 2013 (exception faite de la Chine). À cela, s'ajoute un changement technologique, puisque 80 % de la messagerie instantanée transitera désormais par les serveurs de Messenger.
En juillet 2013, Skype atteint les cent millions d'installations sur Android.
En octobre 2014, Skype lance Qik, une application dédiée à l'échange de messages vidéo.
En décembre 2014, Skype lance Skype Translator. Cette application permet la traduction instantanée des communications vocales dans plus de 40 langues. Pour son lancement, les deux premières langues prises en charge par l'application sont l'anglais et l'espagnol.
En 2017, Microsoft annonce l'arrêt des mises à jour de la version 7.0 de Skype, dite Skype Classic. Début 2018, les utilisateurs étaient invités à passer à Skype 8, pour continuer à utiliser le logiciel. Depuis 2019, il est désormais impossible de se connecter à Skype 7.0 ou version antérieure.

### 2025: arrêt officiel de Skype
Le 28 février 2025, Microsoft annonce officiellement la cessation d'activité de l'application Skype. Les utilisateurs sont invités par la firme de Redmond à migrer sur l'application Microsoft Teams à partir de mai 2025. 
Le 5 mai 2025, le logiciel est officiellement arrêté.

### Identité visuelle (logo)

Logo de Skype de 2005 à 2006.
Logo de Skype de 2006 à 2012.
Logo de Skype à d'octobre 2012 à juin 2017.
Logo de Skype de juin 2017 à août 2019.
Logo de Skype de août 2019 à mai 2025.
Logo de Skype Entreprise

## Fonctionnalités

### Offre originelle
Skype permet de téléphoner gratuitement uniquement entre deux ordinateurs, terminaux ou smartphones équipés de Skype et connectés à Internet, grâce à un microphone et des haut-parleurs, ou un micro-casque ou un téléphone branché sur l’ordinateur (par exemple par le port USB). Il est également doté d’une messagerie instantanée de base permettant aux utilisateurs de communiquer textuellement et de se transmettre des fichiers.
Dès la rentrée 2005, à la demande de la défense nationale, Skype est interdit par le ministère de la Recherche dans les administrations des universités, les centres de recherches et les écoles supérieures. À cause du logiciel, la police ne peut réaliser les écoutes légales, explique alors Hervé Schauer, consultant en sécurité, pour qui la VoIP n'est pas une technologie mature, car Skype est programmé pour exploiter au maximum les connexions à haut débit, les transformant en nœud de communications pour ses appels.
Skype permet également le partage d'écran.
La visioconférence est possible depuis janvier 2006 et la sortie de Skype 2.0 pour Windows.
Skype est devenu l’un des outils de communication vocale sur ordinateur les plus utilisés au même titre que Windows Live Messenger, bien que posant des problèmes d’interopérabilité (exclusivité réciproque du protocole et du logiciel), en plus des soucis de confidentialité (sécurité par l’obscurité, intrinsèquement invérifiable).
Une version de Skype est également disponible sur la console PlayStation Portable depuis février 2008 ainsi que sur la PlayStation Vita.
Le service de téléphonie Skype est utilisable à partir d'un téléphone mobile (réseaux Wi-Fi et/ou mobile) grâce aux logiciels développés par Skype ou (anciennement) par Fring, mais Skype a rendu Fring incompatible avec son service.
Une version de Skype est sortie le 23 mars 2009 pour l’iPhone et l’iPod touch.
Skype est sorti en décembre 2009 pour les Nokia (Symbian OS S60) puis en décembre 2010 pour les Android (OS 2.2) puis pour les Blackberry. Au début, seuls les abonnés au réseau américain Verizon Communications pouvaient utiliser Skype sur leur BlackBerry ou leur smartphone Android. Cette limitation a été levée pour les systèmes Android supérieurs à la version 2.1 en octobre 2010 mais pour l'utilisation du réseau Wi-Fi (pas les antennes GSM) mais jamais à ce jour pour les Blackberry[réf. souhaitée]. Le système d'exploitation de Microsoft, Windows Phone, fonctionne sur les téléphones Nokia, et Skype (Microsoft) s'est associé avec Facebook dans le but de contrer Apple (FaceTime) et RIM (sans support Skype, VoIP). Seul Google ou Viber semblaient pouvoir apporter une alternative à Skype avec Android, Google Voice puis Google Hangouts, et le rachat de Motorola par Google. Pour des raisons inconnues, l'utilisation du service Skype par le logiciel Fring sur les mobiles n'est plus possible.
À partir de mars 2011, la publicité a fait son apparition dans la version pour Windows de Skype.
Dans certains pays, le gouvernement (comme en Égypte) ou les propriétaires des réseaux de téléphonie mobile interdisent l'utilisation de la téléphonie par Internet, c'est-à-dire de tous les protocoles de communication par la voix (VoIP, Skype, Jingle).
En France, après une interdiction de la part des opérateurs mobiles[Lesquels ?], l'utilisation des services de téléphonie basés sur Internet (VoIP) depuis un mobile, généralement possible en Wi-Fi, n'était souvent possible sur un réseau mobile qu'avec un abonnement spécifique (offre haut gamme). Quel que soit le réseau, celui-ci doit être compatible avec la VoIP (réseau Wi-Fi g, n ou ac et réseaux téléphoniques 3G ou 4G). Depuis l'arrivée de Free Mobile en janvier 2012, la majorité des opérateurs français (dont Free mobile, B&You de Bouygues Telecom et Sosh d'Orange) autorisent la VoIP mobile et Skype sur leur réseau mobile.

### Services payants
Skype permet aussi d’effectuer des appels payants vers des lignes téléphoniques fixes et mobiles par le biais d’offres ajustées à la consommation estimée par l’utilisateur. Par ailleurs, l’offre SkypeIn permet de recevoir des appels depuis des téléphones fixes et mobiles, mais seulement dans un groupe de 25 pays.
Il est possible de traduire des conversations grâce à Microsoft Traduction.

## Principe de fonctionnement
Skype emploie une technique P2P VoIP basée sur le protocole Global Index P2P, propriété de la société Joltid. Cette technique, un mélange de pair-à-pair (peer to peer en anglais) et de VoIP (voix sur réseau IP), permet aux utilisateurs de Skype de se connecter entre eux. Par la même occasion, ceci permet un partage de ressources : les utilisateurs ayant une connexion à haut débit déchargent ceux possédant une connexion à bas débit d’une partie du trafic qui risquerait d’engorger leur connexion. Cette technique permet également l’interconnexion entre les utilisateurs étant derrière un pare-feu.
Un accès TCP sortant vers tous les ports de destination au-dessus de 1024 ou vers le port 80 est requis. Pour obtenir la meilleure qualité vocale, il est préférable d’ouvrir le port donné dans les options de Skype.
Cependant, le trafic étant chiffré et opaque, il est difficile de connaître le contenu des informations transitant sans autorisation sur l’ordinateur d’un utilisateur de Skype (personne n’a su le déterminer à ce jour), posant d’évidents problèmes de confidentialité. La nouvelle version destinée aux entreprises semble cependant donner satisfaction : l’administrateur du réseau peut débrayer les fonctions nodales qui constituaient le problème de confidentialité.
Ce logiciel fonctionne sous Windows, mais aussi sur les systèmes GNU/Linux (sur x86), Mac OS X et Pocket PC. Il utilise les protocoles TCP et UDP et permet de faire des conférences vocales jusqu’à cent personnes.
L’interface utilisateur Windows a été développée en Pascal Object avec Delphi Win32, la version Linux en C++ avec Qt et celle de Mac OS X en Objective-C avec Cocoa.
Une version est totalement dédiée à Windows 8 en reprenant l'interface Modern UI (ex Metro).
Skype a créé une controverse en utilisant un protocole propriétaire fermé et non standard, car cela va à l’encontre de l’interopérabilité, qui est à l’origine du succès de l’Internet, en fonctionnant sur des standards de communications ouverts permettant à tous de communiquer en utilisant des implémentations logicielles différentes mais compatibles.
La technique P2P VoIP ayant fait ses preuves techniquement et commercialement, l’organisme IETF travaille à établir un standard à ce sujet : Peer to Peer Session Initiation Protocol (abrégé en P2PSIP). Ce protocole en cours de spécification (actuellement[Quand ?] à l’état de « Draft ») repose sur le protocole SIP et fonctionne en mode pair-à-pair (P2P VoIP). P2PSIP ne doit pas être confondu avec SIP, protocole déjà très utilisé en téléphonie sur IP, qui nécessite un serveur central, contrairement à P2PSIP.
Un informaticien russe, Efim Bushmanov, a réussi par rétro-ingénierie à dévoiler le protocole de Skype et a publié le 2 juin 2011 le code source d’un client capable de se connecter à Skype 3.x ou 4.x.
Le 8 juillet 2012, un autre informaticien, d'origine béninoise, Ouanilo Medegan, publie lui aussi, à la suite de travaux de rétro-ingénierie menés principalement en 2007 sur la version 2.5 du client Skype, le code source d'un client capable de se connecter au réseau, de récupérer la liste des contacts, de gérer la présence, et de répondre aux messages de chats, une vidéo de ce client en action, ainsi qu'un article détaillé à propos de la sécurité du client Skype, les moyens de les contourner et du protocole proprement dit.

## Sécurité et polémiques
Étant largement répandu et très utilisé, Skype est ciblé par des logiciels malveillants tels que Careto (en), ainsi que par des logiciels d'espionnage tels que FinSpy.
Skype a fait naître un débat sur la sécurité des communications par la technique de la voix sur IP en général et sur la sécurité du logiciel Skype lui-même, car Skype se sert de certains utilisateurs pour relayer les communications d’autres utilisateurs et de plus Skype est une application totalement fermée fondée sur des protocoles fermés, et donc non vérifiables.
En janvier 2013, le manque de transparence sur le logiciel lui-même et sur les liens commerciaux de la société a été critiqué dans une lettre ouverte rédigée par plusieurs associations.
Skype est proscrit par le centre national de la recherche scientifique dans les laboratoires sensibles mais « il peut être toléré une utilisation de Skype sur une machine dédiée et déconnectée du réseau du laboratoire dans la mesure où les informations échangées ne sont pas sensibles ».
Le compte utilisateur permettant de se connecter à Skype ne peut pas être supprimé via l'interface, l'utilisateur a seulement la possibilité d'effacer ses informations personnelles de son profil afin de ne plus être trouvé dans l'annuaire. Cependant, il peut faire une demande auprès du service client Skype pour exiger la suppression de l'ensemble de ses données de l'annuaire Skype.
Skype est cité le 12 juillet 2013 dans un article du quotidien britannique The Guardian concernant les révélations sur le programme de surveillance PRISM.

### Sécurité des communications
- Tout le trafic de données de Skype est chiffré[33],[34].
- Skype prétend[35] utiliser des algorithmes de cryptographie connus et difficiles à casser.
- L’utilisateur n’a pas accès aux paramètres de chiffrement et, par conséquent, n’a pas à prendre des décisions techniques concernant une infrastructure à clés publiques.

Un des objectifs du chiffrement est de lever les questions de confidentialité pour les communications qui sont relayées par d’autres utilisateurs. Ces choix ont eu un impact sur le marché de la voix sur IP, en général. Le chiffrement des communications est un enjeu qui a gagné de l’intérêt auprès des utilisateurs.[réf. nécessaire]
En janvier 2018, Microsoft annonce l'implémentation du protocole Signal, déjà utilisée par Facebook et Google, afin de permettre aux utilisateurs d’avoir des conversations écrites ou vocales chiffrées de bout en bout. Cette option, nommée « Private Conversations » n’est disponible que dans la version bêta.

### Cheval de Troie
Skype a fait l’objet d’un communiqué du ministère de l’Éducation nationale français au cours du mois de septembre 2005, demandant sa désinstallation des postes équipés dans tous les établissements scolaires publics. Il semblerait que[style à revoir] certains serveurs Skype permettent d’intercepter des informations et le logiciel pourrait aussi servir d’abri à un cheval de Troie.
Cette information doit être considérée avec précaution, car il s'agit en réalité d'un cheval de Troie se diffusant par courriel sous l'apparence d'une mise à jour de Skype. Cette alerte de sécurité, datant du 18 octobre 2005, indique que le danger provient d'une contrefaçon et non de Skype lui-même.
Se protéger contre ces problèmes sera difficile pour cette administration[style à revoir] : régler le problème semble plus complexe qu’un simple paramétrage de pare-feu. On peut lire à ce sujet un article de ZDNet qui semble confirmer que ce malware se transmet uniquement par courriel, ainsi que la réaction officielle de Skype sur ce sujet, qui rappelle les bases de la distribution de logiciel des grandes entreprises, à savoir que les programmes et les patchs ne sont jamais distribués par courriel.
- Voir[style à revoir] un article de 01net[37], qui rappelle que ce n’est pas uniquement l’affaire du cheval de Troie qui a déclenché cette vague de désinstallation, mais également le fait que Skype est une gigantesque boîte noire dans laquelle personne ne peut être assuré de savoir exactement ce qui se passe[39].
- La possibilité d’installer un cheval de Troie est attestée par un échange entre la justice bavaroise et la police bavaroise pour se partager les coûts d’interception des communications Skype[40],[41].

### Sécurité du logiciel Skype
Le code source de Skype n’étant pas public, aucun expert ne peut l’évaluer de manière indépendante. Néanmoins, Philippe Biondi et Fabrice Desclaux de EADS ont pratiqué une étude de rétro-ingénierie Silver Needle in the Skype. Ils l’ont présentée lors de la conférence Black Hat Europe en mars 2006 et au SSTIC en juin 2006.
- Skype est une parfaite « boîte noire ». Il est extrêmement difficile d’analyser ce que fait Skype et quelle est la méthode utilisée. Skype utilise la sécurité par l'obscurité et rend volontairement difficile l’analyse du trafic par rétro-ingénierie. Or, comme l’indique l’expert en sécurité Bruce Schneier : « Dans le monde de la cryptographie, nous estimons depuis des décennies que l’open source est nécessaire pour obtenir une bonne sécurité. »[43].
- Le logiciel utilise beaucoup de code impénétrable et de somme de contrôle pour empêcher la rétro-ingénierie du code source.
- Tout ordinateur sur lequel Skype est installé, qui a un processeur assez rapide, une connexion à haut-débit, et n’est pas derrière un routeur NAT ou un pare-feu devient un relais pour les autres utilisateurs, un super-nœud[44] en terminologie peer to peer. Skype peut donc utiliser la connexion d’un utilisateur pour relayer le trafic des autres[45].
- L’habileté du logiciel à contourner les pare-feu et les routeurs NAT explique son succès auprès des particuliers. Cette qualité rend plus difficile la tâche des administrateurs réseaux qui souhaitent bloquer le trafic Skype[46].
- Bien que Skype ne fournisse pas d’interfaces de programmation aux auteurs de logiciels anti-virus, il semblerait que la majorité des produits antivirus bloquent le transfert de fichiers infectés. Skype recommande pourtant aux utilisateurs de tester manuellement les fichiers envoyés et reçus. Cette information est contredite par le Skype Guide for Network Administrators qui explique par quel mécanisme les logiciels antivirus peuvent intercepter les fichiers transférés[47].

De plus, il a été remarqué en 2007 que Skype va lire une grande quantité de données personnelles, par exemple sous Linux, les profils de Firefox (contenant mots de passes enregistrés, historique, cookies),.
Le 3 juin 2015, un nouveau bogue entache le logiciel. La chaîne de caractères : http://: fait planter le logiciel en version Windows, Android et iOS.
Le 21 septembre 2015, un nouveau bogue empêche certains utilisateurs de se connecter.

### Censure et délation en Chine
En octobre 2008, l’OpenNet Initiative a publié une étude de chercheurs canadiens montrant que Skype, via son partenariat avec le groupe chinois TOM Online (en), participait à la censure en République populaire de Chine en filtrant certains mots-clé dans les conversations et en dénonçant aux autorités les utilisateurs concernés, sans que ceux-ci en soient informés. Le président de Skype, Josh Silverman, a déclaré : « il est de notoriété publique que la censure existe en Chine et que le gouvernement chinois surveille depuis de nombreuses années les communications, à l’intérieur du pays ou vers l’étranger » et affirmé qu’il était normal de se plier aux lois en vigueur. Il a aussi assuré que TOM Online ne stockerait plus les messages.
En 2013 Jeffrey Knockel, un étudiant d'Albuquerque de l’université du Nouveau-Mexique, a fourni une analyse sur la version chinoise de Skype qui est modifiée pour enregistrer les messages contenant certains mots clés.
Le logiciel est supprimé des boutiques Android et Apple en Chine le 21 novembre 2017 sans toutefois que le service soit suspendu pour les utilisateurs ayant déjà installé l'application.

#### Concepts connexes
- Visiophonie
- Voix sur IP
- Liste des systèmes de visioconférence

#### Protocoles
- XMPP
- Jingle
- WebRTC
- Protocole de Skype

#### Applications voisines
- Discord
- GNU Free Call
- Google Hangouts
- Jami, Ekiga et Jitsi des logiciels de VoIP, basés sur SIP et libres.
- Olvid
- ooVoo, un logiciel du même genre.
- QuteCom
- Viber, une application pour smartphones permettant de communiquer en passant par le réseau de données et non par la voix.